# Chiapa de Corzo (kommun)
Chiapa de Corzo är en kommun i Mexiko.   Den ligger i delstaten Chiapas, i den sydöstra delen av landet, 700 km öster om huvudstaden Mexico City.
Följande samhällen finns i Chiapa de Corzo:
- Chiapa de Corzo
- Jardínes del Grijalva
- Salvador Urbina
- Las Flechas
- El Palmar
- Juan del Grijalva
- Ignacio Allende
- Nuevo Carmen Tonapac
- El Horizonte
- Ribera de Monte Rico
- Nueva Palestina
- Ribera Cupía
- Distrito Federal
- Nucatilí
- Miguel Hidalgo
- Cupasmí
- General Emiliano Zapata Dos
- Ribera la Unión
- El Manguito
- María Candelaria
- Santo Domingo
- El Tejar
- El Vergel
- El Canelar
- Unión el Palmar
- 3 de Marzo
- Barranca Honda
- Ángel Albino Corzo
- La Esperanza
- Santo Domingo Dos
- Paso Achiote
- El Ranchito
- Chile Verde
- Nuevo Bochil
- El Paraíso
- San Joaquín
- El Retiro
- Cabeza de Agua
- Aurora Buenavista
- San Cayetano II
- Unión Antorchista
- Unión y Progreso
- San Pedro Agua Azul
- La Haciendita